# أليخاندرو بينتو
أليخاندرو بينتو هو لاعب كرة قدم برتغالي، ولد في 8 يوليو 1998 في غيمارايش في البرتغال. لعب مع فيتوريا دي غيماريش.

## وصلات خارجية
- أليخاندرو بينتو على موقع قاعدة بيانات كرة القدم.إي يو (الإنجليزية)
- أليخاندرو بينتو على موقع Soccerway.com (الإنجليزية)